# 砷化鎘
砷化鎘是一種灰黑色的半導體材料，分子式為Cd3As2。它的能隙有0.14eV，与其他半導體相比较窄。
结晶构造为四方晶系。常温下的电子迁移率很大，为N型半导体，被作为无定形半导体使用。
砷化镉具有能斯特效应，在远红外线传感器及压力传感器中被使用。它也可以用来制造磁阻和光电探测器。
可作为碲化镉汞中的掺杂剂，但是砷化镉和碲化镉汞皆有毒，对环境不友好。

## 外部連結
- National Pollutant Inventory - Cadmium and compounds（英文）